# Mariusz Miękoś
Mariusz Miękoś (ur. 26 czerwca 1965), sportowiec, biznesmen, kierowca wyścigowy. W barwach Fastline Racing od 2017 do teraz za kierownicą Lamborghini Huracan Super Trofeo EVO II i Porsche 911 GT3 Cup zdobył dziewięć tytułów Wyścigowego Mistrza Polski.

## Przebieg kariery
W barwach Fastline Racing w latach 2020, 2019, 2018 i 2017, za kierownicą Lamborghini Huracan Super Trofeo EVO II i Porsche 911 GT3 Cup zdobył dziewięć tytułów Wyścigowego Mistrza Polski. Na swoim koncie ma również starty w prestiżowym 24-godzinnym wyścigu w Dubaju dwukrotnie ukończonym na podium, liczne tytuły wicemistrzowskie w czempionacie narodowym WSMP, DSMP i w europejskiej serii Porsche GT3 Cup Central Europe. Zawodnik Automobilklubu Wielkopolskiego. Kierowca zespołu Fastline Racing, GT3 Poland, wcześniej zespołów Forch Racing, Lukas Motorsport, Seat Sport Polska, Fiat Auto Poland.

## Fastline Racing Academy

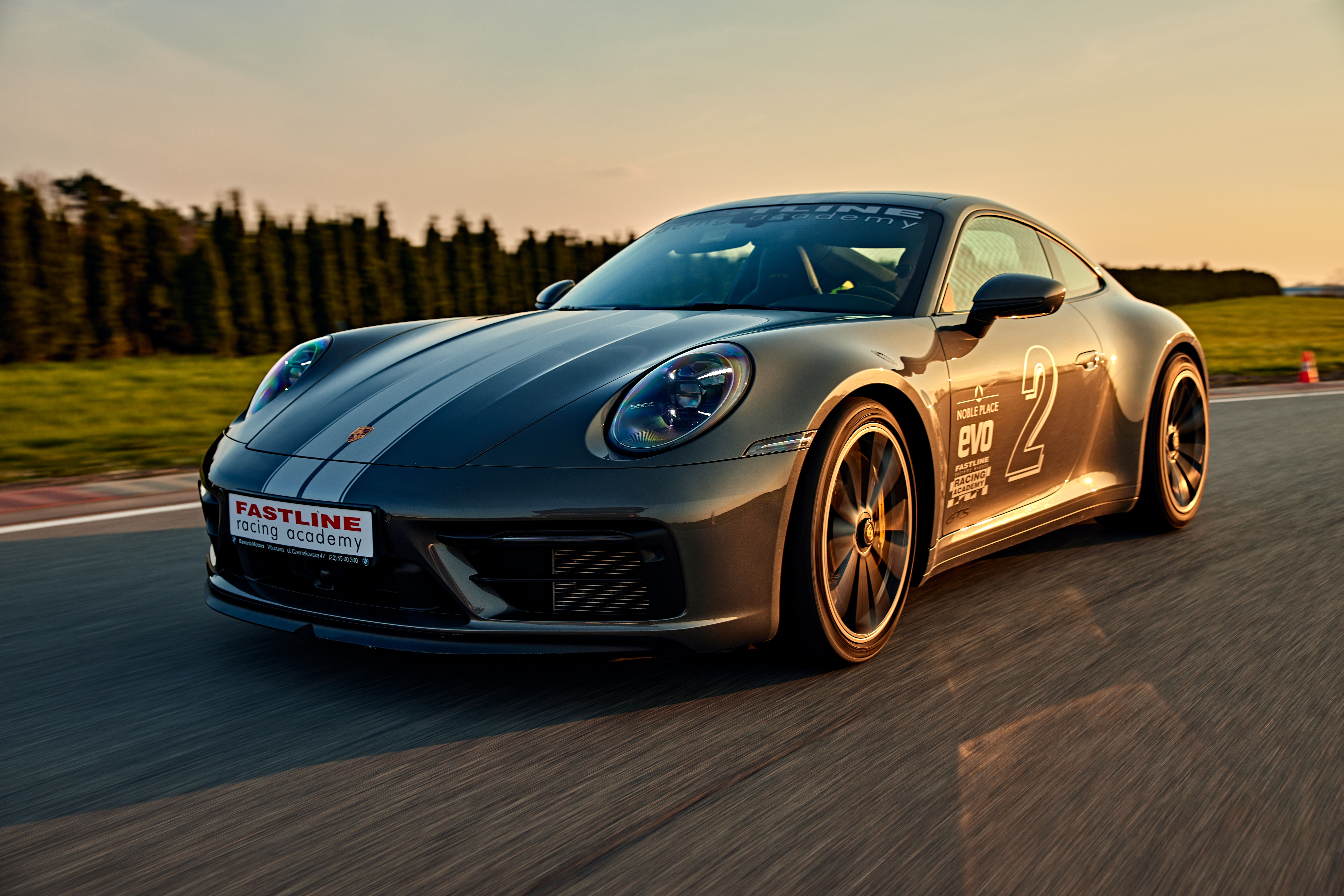
Porsche 911 4 GTS floty Fastline Racing Academy na torze podczas szkolenia Sport Driving Experience.

Założyciel Fastline Racing Academy, dzięki sukcesom za kierownicą wyścigówek stara się wykorzystać doświadczenie z torów i rozwijać programy treningowe jazdy sportowej i wyścigowej. W równolegle prowadzonej agencji Fastline Advertising realizuje eventy na torach w cyklu Sport Driving Experience, w ramach których dzieli się swoją wiedzą i doświadczeniami na temat szybkiej i skutecznej jazdy sportowej na torze.

## Życie prywatne
Doświadczony instruktor, szef teamu instruktorów Fastline Racing Academy. Ukończył i zorganizował program Porsche Driving Experience, od 2008 pracując dla tej marki oraz prowadził niezależnie eventy na torach, m.in. Orange Business Extreme, Nokia, Cisco, Porsche, Orlen, Verva Racing Team.
Pasjonat sportów ekstremalnych, aktywnie uprawia kiteboarding, windsurfing, snowboarding, freeriding, XTB, MTB, downhill.
Żona Magda, córka Lena, synowie Mateusz, Mikołaj i Filip.

## Kariera torowa i wyniki

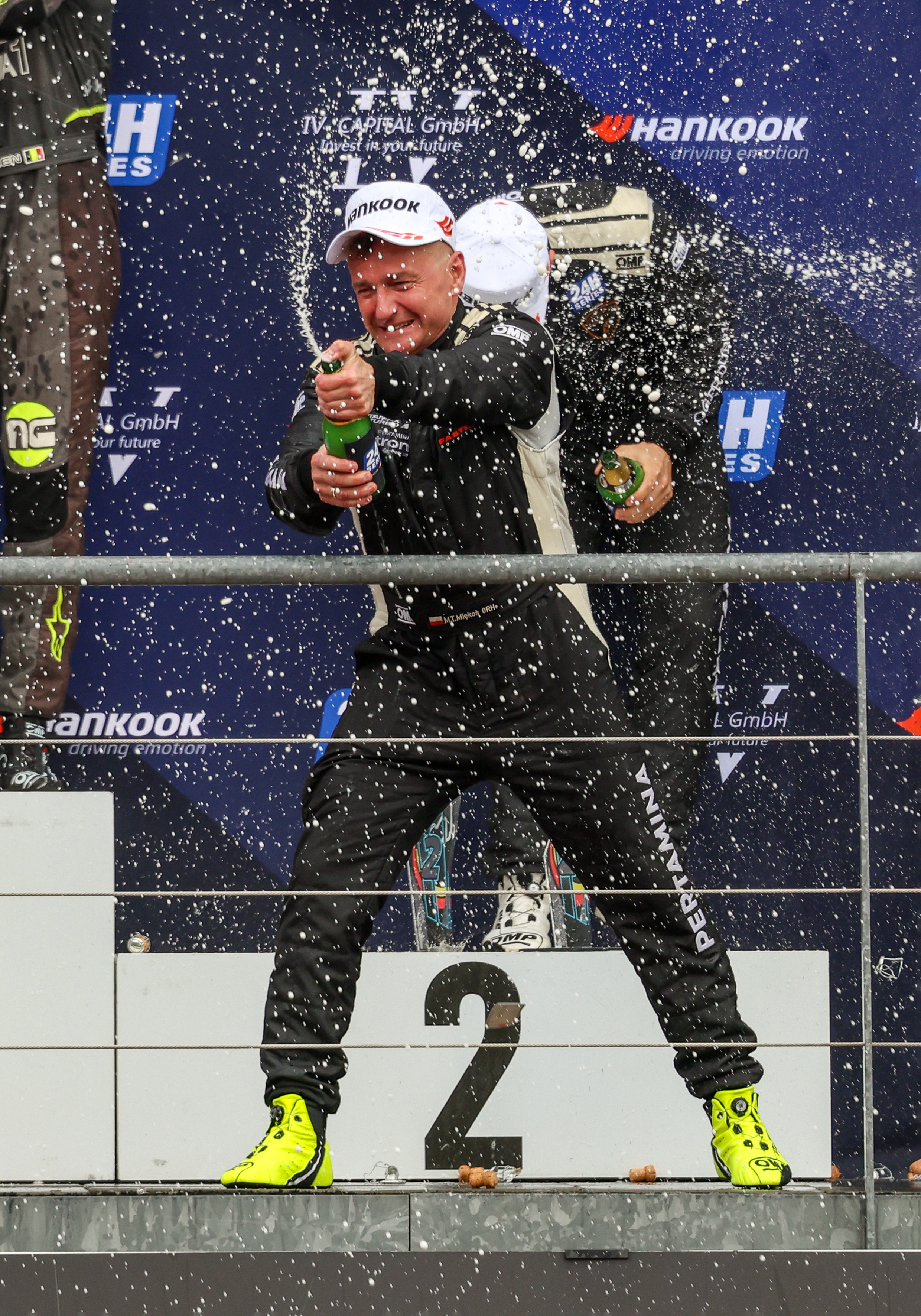
Mariusz Miękoś na podium prestiżowego wyścigu 12h Spa-Francorchamps

### 2023
- Drugie miejsce na Podium podczas Hankook 12h Spa-Francorchamps - Lamborghini Huracan Supertrofeo EVO II – Fastline Racing Academy/GT3 Poland[6]
- Zwycięzca Długodystansowych Wyścigowych Mistrzostw Polski +3500 - Lamborghini Huracan Supertrofeo EVO II – Fastline Racing Academy/GT3 Poland[7]

### 2022
- Zwycięzca Długodystansowych Wyścigowych Mistrzostw Polski +3500 - Lamborghini Huracan Supertrofeo EVO II – Fastline Racing Academy/GT3 Poland[1]

### 2020
- Mistrz Polski Wyścigowych Samochodowych Mistrzostw Polski +3500 - Lamborgini Hurracan Supertrofeo/Porsche GT3 Cup 991 – Fastline Racing Academy/GT3 Poland[1]

### 2019
- Mistrz Polski Długodystansowych Mistrzostw Polski Hour Race – klasyfikacja indywidualna - Lamborgini Hurracan Supertrofeo/Porsche GT3 Cup 991 – Fastline Racing Academy/GT3 Poland[1]

- Mistrz Polski Długodystansowych Mistrzostw Polski Hour Race – klasyfikacja zespołowa – z Arturem Janoszem – Lamborgini Hurracan Supertrofeo/Porsche GT3 Cup 991 – Fastline Racing Academy/GT3 Poland[1]

- Mistrz Polski Wyścigowych Samochodowych Mistrzostw Polski +3500 - Lamborgini Hurracan Supertrofeo/Porsche GT3 Cup 991 – Fastline Racing Academy/GT3 Poland[1]

### 2018
- Mistrz Polski Długodystansowych Mistrzostw Polski Hour Race – klasyfikacja indywidualna - Lamborgini Hurracan Supertrofeo/Porsche GT3 Cup 991 – Fastline Racing Academy/GT3 Poland[1]
- Mistrz Polski Długodystansowych Mistrzostw Polski Hour Race – klasyfikacja zespołowa – Lamborgini Hurracan Supertrofeo/Porsche GT3 Cup 991 – Fastline Racing Academy/GT3 Poland[1]
- I vice-Mistrz Polski Wyścigowych Samochodowych Mistrzostw Polski - Lamborgini Hurracan Supertrofeo/Porsche GT3 Cup 991 – Fastline Racing Academy/GT3 Poland[1]

### 2017
- Mistrz Polski Długodystansowych Mistrzostw Polski Hour Race – klasyfikacja indywidualna - Lamborgini Hurracan Supertrofeo/Porsche GT3 Cup 991 – Fastline Racing Academy/GT3 Poland[1]
- Mistrz Polski Długodystansowych Mistrzostw Polski Hour Race – klasyfikacja zespołowa – z Mariuszem Urbańskim- Lamborgini Hurracan Supertrofeo/Porsche GT3 Cup 991 – Fastline Racing Academy/GT3 Poland[1]

### 2012
- uczestnik Dunlop 24H Dubai Race - Porsche GT3 Cup Forch Racing
- Wicemistrz Pucharu Porsche GT3 Cup Central Europe - Porsche GT3 Cup Forch Racing
- Wyścigowy Wicemistrz Polski w Długodystansowych Samochodowych Mistrzostwach Polski w klasie 4 - Porsche GT3 Cup Forch Racing[1]

### 2011
- Wyścigowy Wicemistrz Polski w Długodystansowych Samochodowych Mistrzostwach Polski w klasie 4 - Porsche GT3 Cup Forch Racing[1]
- Wyścigowy Wicemistrz Polski w Długodystansowych Samochodowych Mistrzostwach Polski w klasyfikacji generalnej - Porsche GT3 Cup Forch Racing[1]

### 2010
- Wyścigowy Wicemistrz Polski w Długodystansowych Samochodowych Mistrzostwach Polski w klasie 4 - Porsche GT3 Cup Forch Racing[1]
- Wyścigowy Wicemistrz Polski w Długodystansowych Samochodowych Mistrzostwach Polski w klasyfikacji generalnej - Porsche GT3 Cup Forch Racing[1]
- 5 miejsce w klasyfikacji generalnej w Dunlop 24H Dubai - Porsche GT3 Cup Forch Racing[2]
- 3 miejsce w klasie A6 w Dunlop 24H Dubai - Porsche GT3 Cup Forch Racing 2009 24H Dubai Race 20 miejsce w kl. gen., Porsche 997 GT3 Cup, Lukas Motorsport[2]

### 2008
- Wyścigowy Wicemistrz Polski WSMP Porsche 997 GT3 Cup, Lukas Motorsport[1]
- 1 miejsce w klasyfikacji Toyo w 24H Dubai Race - VW Golf V zespołu Pachura Motorsport[2]

### 2007
- Wicemistrzostwo Polski w DSMP w klasyfikacji generalnej w załodze Seat Sport Polska w składzie: Mariusz Miękoś/Robert Kisiel/Jean Claude Laruelle – Seat Leon Supercopa[1]
- Mistrzostwo Polski w DSMP H-3500 w załodze Seat Sport Polska w składzie: Mariusz Miękoś/Robert Kisiel/Jean Claude Laruelle – Seat Leon Supercopa[1]

### 1994-1996
- Udział w WSMP w Pucharze Fiata Cinquecento

### 1987-1988
- Udział w Samochodowych Mistrzostwach Polski - WSMP, GSMP – Fiat 126 klasa N